# HD 189733
HD 189733 (HD 189733 A) es una enana naranja situada a unos 63 años luz de la Tierra; de esta estrella se conoce un planeta extrasolar, denominado HD 189733 b "Planeta Cobalto". Gracias a su órbita y a su gran tamaño con relación a su estrella, HD 189733 b es el planeta extrasolar de tránsito más fácil de observar y estudiar ya que la profundidad de su eclipse es igual a 0.028 magnitudes (una caída de brillo de casi el 3%).

## Posición de HD 189733
HD 189733 A, una enana naranja tipo K que se encuentra a 63 años luz, brilla con magnitud 7,7 a 0,3° al este de la familiar nebulosa Dumbbell (M27) en Vulpécula (el Zorro). Es posible verla con unos buenos binoculares. Basados en la temperatura de la estrella primaria y de la Ascensión recta: 20h 00,7m; declinación: +22º 43’. El norte está hacia arriba y el este hacia la izquierda a una separación de apenas 0,0313 unidades astronómicas, los investigadores calculan que la temperatura del planeta debe ser de varios cientos de grados Celsius. Esto lo coloca en la clase de los "júpiteres calientes", planetas con masas similares a la de Júpiter que recorren sus órbitas alrededor de sus estrellas en menos de tres días. Con una temperatura tan alta, es casi inconcebible que pueda existir vida en él o en cualquier luna que pudiera tener.

## HD 189733 b

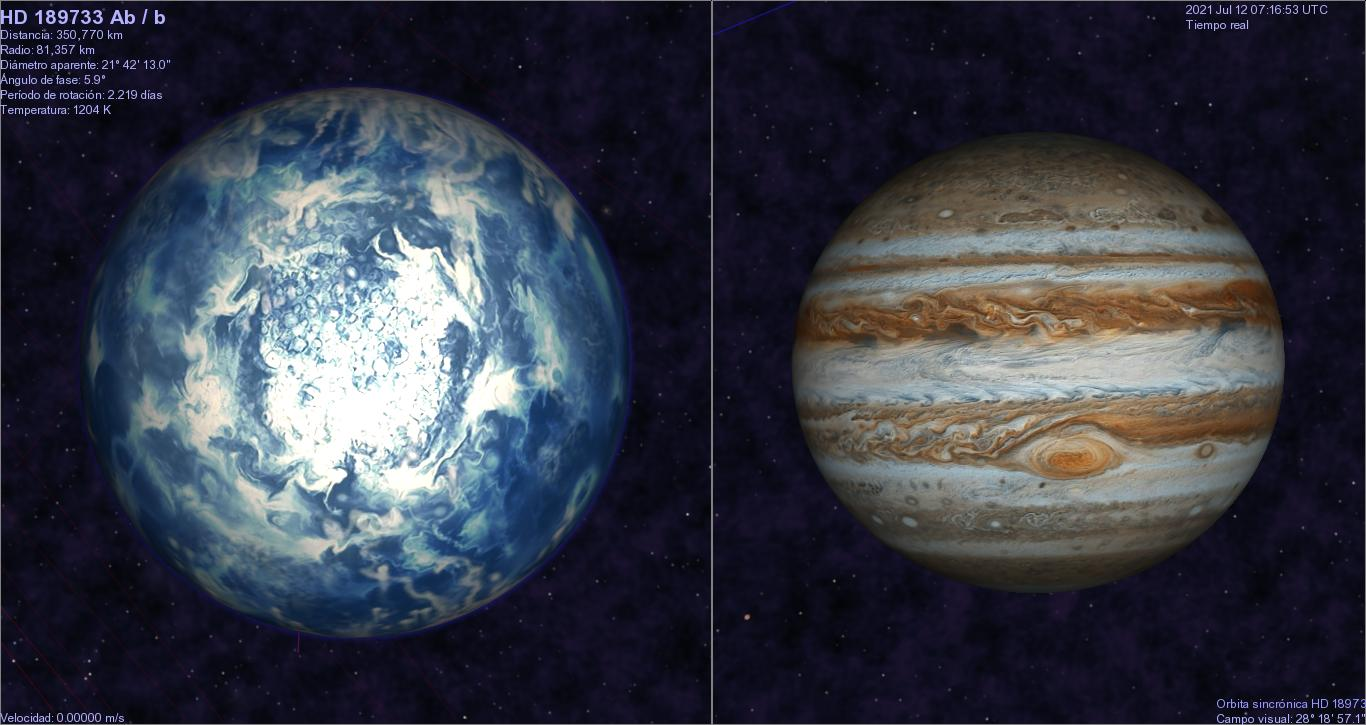
Imagen comparativa entre HD 189733 y Júpiter

Este es un planeta excepcional por varias razones:
1. Su órbita increíblemente apretada, lo que significa que los tránsitos ocurren frecuentemente.
2. La disminución del brillo en un tres por ciento, debido al relativamente gran tamaño del planeta con respecto a su estrella, hace que esos tránsitos sean muy fáciles de detectar.
3. La estrella es brillante, ya que se encuentra a apenas 63 años luz de distancia de la Tierra, lo que significa que los astrónomos pueden lograr una gran proporción señal-ruido en sus observaciones.
4. La alta temperatura del planeta garantiza que el telescopio Spitzer pueda detectar su emisión calorífica, como ya lo ha hecho el telescopio en casos anteriores de exoplanetas de tránsito (HD 209458 b y TrES-1).

Un grupo internacional de científicos, con participación española, ha detectado vapor de agua en su atmósfera. Es un planeta de gran interés para observaciones de seguimiento y para poder avanzar en el aprendizaje sobre exoplanetas. Se están utilizando los telescopios espaciales Hubble y Spitzer para detectar las atmósferas y medir las temperaturas, tanto en este como en varios otros exoplanetas de tránsito.
Anteriormente ya se sospechaba que en los exoplanetas había agua, pero ésta es la primera vez que se comprueba con evidencias científicas su existencia; por otro lado, se ha detectado que esa molécula es precisamente "la dominante", según aparece publicado en la revista Nature. Es la primera vez que se detecta vapor de agua en un exoplaneta, y además, en grandes cantidades, tal como ha podido observarse con el telescopio espacial infrarrojo Spitzer. Las observaciones en luz infrarroja del paso del planeta gigante gaseoso ante su estrella, permitió obtener los sorprendentes datos.
En el estudio del planeta intervienen distintos investigadores tanto de la Agencia Espacial Europea (ESA), como de la Universidad de Harvard (EE. UU.), y de entidades científicas de países como Francia, Taiwán o Reino Unido.

### Elvidrio, y tal vez elaguadomina en la atmósfera
El planeta ya había sido descubierto en 2005 al reducirse la luz de su estrella en un tres por ciento cuando pasaba delante de ella, lo que se detectó con el uso del telescopio Spitzer en la observación de la estrella, que tiene una luz ligeramente más débil que la del Sol. Se notó que su luz se reducía en dos bandas de infrarrojos (3,6 y 5,8 micrómetros). Si el planeta hubiera sido un cuerpo rocoso sin atmósfera, las dos bandas y una tercera (8 micrómetros), medida recientemente por un grupo de profesionales de Harvard, se habrían comportado de igual manera.
Sin embargo, cuando la tenue atmósfera exterior del planeta se desplazaba frente a la estrella, la luz estelar absorbida mostró un patrón claramente distinto. La atmósfera absorbía menos radiación infrarroja a 3,6 micrómetros que en las dos otras longitudes de onda. El agua es la única molécula que puede explicar ese comportamiento, por lo que el descubrimiento implica que no se trata únicamente de trazas de agua, sino que la molécula del agua es el compuesto dominante en la atmósfera.
La presencia de vapor de agua no implica necesariamente la existencia de vida. Según los datos obtenidos, HD 189733 b es un mundo que está muy lejos de ser habitable, pues:
1. Es un planeta gigante gaseoso (no es rocoso como la Tierra).
2. Es muy grande, tiene en torno a 1,15 veces la masa de Júpiter, por lo cual el eclipse dura 109 minutos.
3. Describe una órbita alrededor de la estrella cada 2,2 días, pues está situado a sólo 4,5 millones de km de la misma.
4. La temperatura atmosférica de HD 189733 b es de unos 700 °C o superior, por lo que la gran cantidad de vapor de agua presente en la atmósfera no puede condensarse para descender como lluvia ni formar nubes. La temperatura tendría que ser unas cinco veces más fría para que el vapor de agua pudiese convertirse en nubes o lluvia.

Sin embargo, esto no quiere decir que la atmósfera sea serena. El planeta está tan sólidamente aferrado por la gravedad de su estrella que el mismo hemisferio está siempre frente a ella, de modo que sólo se calienta un lado. Es probable que esto genere unos vientos feroces que soplarían desde el lado diurno hacia el nocturno. También hay otro problema, en este planeta llueve vidrio. El conocimiento actual sobre este tipo de planetas no permite llegar a conclusiones firmes. Aunque al ser un gigante gaseoso el planeta queda descartado para la búsqueda de vida, los resultados que ofrece aumentan la esperanza de detectar agua en otros planetas rocosos, que los astrónomos esperan descubrir en un futuro próximo. Por otro lado, existen discrepancias con la información de Space.com, indicando la ausencia total de agua en su atmósfera, información fechada en febrero de 2007.

### Descubrimiento de moléculas orgánicas
Científicos del Laboratorio de Propulsión a Chorro (JPL), de la NASA, han detectado metano en la atmósfera del planeta, lo que constituye un hito para este tema. Es la primera vez que se observa la presencia de moléculas orgánicas en un planeta extrasolar. El hallazgo se realizó mediante instrumentos del telescopio Hubble y fue publicado en la revista Nature en marzo de 2008; el artículo, además, confirma la presencia de agua.
Recientemente se ha podido observar a través del Hubble el color "azul cobalto profundo" de este planeta.